# Prepona rothschildi
Prepona rothschildi är en fjärilsart som beskrevs av Le Moult 1932. Prepona rothschildi ingår i släktet Prepona och familjen praktfjärilar. Inga underarter finns listade i Catalogue of Life.